# Trastorno de la personalidad por evitación
El trastorno de la personalidad por evitación (TPE), trastorno de la personalidad evitativa o trastorno de la personalidad ansiosa es un trastorno de personalidad, reconocido en el Manual diagnóstico y estadístico de los trastornos mentales (DSM), cuya principal característica es un patrón generalizado de inhibición social; sentimientos de inadecuación; hipersensibilidad a la evaluación negativa, rechazo o desaprobación y evitación de la interacción social, que comienzan en la adolescencia o al comienzo de la edad adulta y que se da en diversos contextos. El TPE está aglutinado en el DSM-5 en el grupo C de los trastornos de personalidad (sujetos ansiosos o temerosos) junto al trastorno obsesivo-compulsivo de la personalidad, y el trastorno de la personalidad por dependencia. Los individuos con trastorno de personalidad por evitación se consideran socialmente ineptos, con escaso atractivo personal y evitan la interacción social por temor a ser ridiculizados, humillados o rechazados, o simplemente desagradar.
Los sujetos con este trastorno tienen la creencia de que el resto de las personas los están juzgando o criticando constantemente, por su aspecto, sus acciones, etc. Esto hace que estos sujetos "eviten" cualquier situación en la que puedan ser criticados, volviéndose solitarios y reacios a relacionarse con otras personas, exceptuando su núcleo familiar y alguna amistad seleccionada cuidadosamente al tener garantías de que no serán rechazados.
Los comportamientos de evitación afectan negativamente en la actividad laboral, porque estas personas suelen eludir los tipos de situaciones que pueden ser necesarias para alcanzar las demandas básicas de trabajo o para ascender.
Los niños que han sufrido acoso escolar, maltrato emocional, rechazo o abandono por parte de uno o ambos padres, tienen un mayor riesgo de desarrollar el trastorno.
El trastorno de personalidad por evitación está estrechamente relacionado con los trastornos de ansiedad y en especial con el trastorno de ansiedad social (fobia social), por lo que podrían ser conceptualizaciones alternativas del mismo trastorno.

## Sinónimos
| - Trastorno de la personalidad evitativa. - Trastorno de la personalidad ansiosa. - Trastorno ansioso (con conducta de evitación) de la personalidad. - Trastorno ansioso de la personalidad. - Trastorno de evitación. | - Trastorno de evasión. - Trastorno por evitación. - Personalidad evasiva. - Personalidad evitativa. - Personalidad elusiva. |

## Signos y síntomas
Las personas con trastorno de personalidad por evitación están tan preocupadas por sus supuestas limitaciones y carencias personales que solo logran relacionarse con los demás si tienen garantías de no ser rechazadas. La pérdida, el menosprecio o el rechazo son tan dolorosos, que prefieren estar solos antes que arriesgarse a tratar de conectar con los demás. 
El TPE se reconoce por los siguientes estilos comportamentales e interpersonales, de pensamiento o estilo cognitivo, afectivo y emocional:
- Extrema timidez o ansiedad en situaciones sociales, a pesar del fuerte deseo de intimar.
- Estilo interpersonal: hipersensibilidad al rechazo/crítica/desaprobación. Aun cuando desean fuertemente acercarse a otros, guardan distancias y se aseguran de contar con aprobación incondicional antes de abrirse. Tienden a poner a prueba a los demás para darse cuenta en quién pueden confiar.
- Estilo comportamental: tendencia al distanciamiento social, vergonzosos, tímidos, desconfiados y distantes. Comportamiento y discurso controlado. Se muestran solitarios, aprensivos y embarazosos.
- Estilo cognitivo: perceptualmente vigilante, permanentemente escaneando el medio ambiente buscando datos que puedan ser potenciales amenazas o aceptaciones.
- Estilo afectivo-emocional: marcado por la vergüenza y la aprensión. Dado que la aceptación incondicional es relativamente rara, experimentan rutinariamente tristeza, soledad, angustia y alta tensión. Cuando están más angustiados describen sentimientos de vacío, desamparo, desolación y despersonalización.
- Aislamiento social autoimpuesto.
- Graves dificultades para establecer relaciones interpersonales.
- Evitan el contacto físico.
- Sentimientos de inadecuación o ineptitud. Sentimientos de autodesprecio e inferioridad.
- Muy baja autoestima debida a la devaluación de sus resultados y el énfasis desmedido en sus defectos.
- Desconfianza, temerosidad o suspicacia respecto a los demás.
- Labilidad emocional.
- Distanciamiento emocional cuando intiman.
- Muy autoconscientes de sí mismos.
- Autocríticos con sus problemas para relacionarse.
- Déficit en habilidades sociales.
- Problemas psicosociales derivados (dificultad en el funcionamiento social, académico o laboral).
- Dificultad para iniciar relaciones amorosas, amistosas, íntimas o sexuales.
- Percepciones subjetivas de soledad, aunque otros pueden encontrar la relación con ellos significativa.
- Quedan relativamente aislados socialmente y suelen carecer de una red de apoyo en las situaciones de crisis. En algunos casos suelen fantasear idealizando las relaciones con los demás.
- En algunos casos extremos, síntomas agorafóbicos.
- Pueden aparecer pensamientos de muerte e ideación suicida.
- Tendencia a la fantasía, la procrastinación, y la evitación "cognitivo-afectiva", como una forma de escapismo de su realidad, y para interrumpir los pensamientos dolorosos.[2][3]

### Síntomas físicos
- Rubor.
- Transpiración profusa, especialmente en las manos (hiperhidrosis).
- Temblores en manos o pies.
- Palpitaciones, taquicardias; dolor u opresión torácica.
- Halitosis (mal aliento) y xerostomía (sequedad bucal).
- Dificultad para respirar (disnea), sensación de falta de aire.
- Molestias gastrointestinales: dolor abdominal, sensación de vacío en el estómago (epigastrio), dispepsia, descomposición intestinal.
- Tartamudez o "temblor" en la voz.
- Agarrotamiento y tensión muscular.
- Deseo urgente de orinar.
- Sensación de opresión en la cabeza o cefaleas, mareos, náuseas, sensación de fatiga.
- Sensación de frío (escalofríos) o calor.
- Confusión.
- Insomnio.[4][5][6]

## Esquemas cognitivos, emocionales y conductuales
Beck propone que los afectados por TPE suelen haber tenido en el pasado alguna persona significativa que les criticaba y rechazaba. A partir de ello desarrollan sus esquemas más típicos que podemos agrupar en creencias acerca de sí mismos (ej. “soy inadecuado”) y creencias acerca de los demás (ej. “la gente me rechazará”). Los esquemas de Beck equivalen al término “actitudes”, es decir, creencias cargadas de emociones que nos predisponen a actuar en forma congruente con ellas.
De esos esquemas se derivan sus actitudes de:
- Supuestos subyacentes sobre las relaciones

Piensan que no pueden gustar a nadie, pero que si ocultan su verdadera personalidad engañarán a los demás, al menos en parte o por un tiempo. Procuran que nadie se les acerque lo suficiente como para darse cuenta de que son diferentes, inadecuados, inferiores, sin valía, incompetentes, aburridos, indignos, torpes, etc. Cuando logran establecer una relación con alguien, evitan cualquier confrontación y no son asertivos. Piensan que si desagradan en algo al otro, este pondrá fin a dicha relación.
- Miedo al rechazo

Muestran hipersensibilidad a la potencial repulsa, humillación o vergüenza. La misma preocupación de no ser denigrados les hace muy parcos en palabras. Les supone un gran esfuerzo preguntar o hacer alguna petición, especialmente ante desconocidos. Además, el lenguaje suele ser tenso, lleno de vacilaciones y sin que su contenido sea el más apropiado para manifestar el propósito. Creen que todos reaccionarán de la misma manera negativa que la figura que los rechazaba. Continuamente temen que descubran que son defectuosos y que los rechacen por ello. Temen no poder soportar la disforia que les producirá ese rechazo y por eso evitan las relaciones y las situaciones sociales.
- Autocrítica

Tienen pensamientos automáticos autodenigrantes, cada vez que se encuentran en situaciones sociales o cuando piensan en futuros encuentros. Estos pensamientos automáticos, surgen de sus esquemas y no suelen someterlos a evaluación, porque los encuentran verídicos. Hacen también predicciones negativas como: “no les gustaré”, ”me criticarán”, etc., que también aceptan sin cuestionárselas ni ponerlas a prueba.
- Hipervigilancia y evaluación incorrecta de las reacciones de los demás

Interpretan reacciones neutras o positivas como negativas (por ej., si alguien los elogia, creen que ha sido para ridiculizarles o por lástima). Se muestran muy alertas; buscan y creen ver reacciones de rechazo, repulsa o mofa en cualquier persona que realice algún comentario o gesto (chofer del autobús, dependienta del supermercado, etc.). Creen que “si alguien me juzga negativamente, la crítica tiene que ser justa”. Temen cualquier situación en que puedan ser evaluados, porque cualquier reacción negativa, o incluso neutra, la toman como confirmación de su propia creencia de que son defectuosos y de que no gustan a nadie. Carecen de criterios personales para juzgarse en forma positiva. Se basan exclusivamente en cómo creen que les perciben los demás. Este continuo velar en busca de indicios dañinos hace que repare en ciertas manifestaciones ajenas que una persona, sin este rasgo tan exagerado, no tendría en cuenta. Esta vigilancia en cierto modo les protege de aquellas personas de las que han recibido, o creen que pueden recibir, trato desdeñoso o bromista pero al mismo tiempo supone para estos sujetos timoratos un esfuerzo de atención que les distrae de otras ocupaciones.
- Exclusión de los datos positivos

Aunque se le presenten pruebas de que es aceptado o de que gusta, cree que el otro está equivocado o que le está engañando.
- Evitación cognitiva, conductual y emocional

La mayoría, además de la evitación social, presenta también evitación de cualquier pensamiento, emoción o actividad, que le produzca incomodidad. Lo hacen de forma automática (no voluntaria ni consciente). Esa evitación, a veces se produce en forma sutil, por ej., distrayéndose. La evitación queda reforzada y se convierte en un hábito, porque reduce el malestar a corto plazo. Generalmente, no tienen conciencia de que evitan la ansiedad y más bien interpretan negativamente sus pautas de evitación creyendo que “soy un perezoso”, “soy un inepto”, etc.
- Ansiedad por la ansiedad

Se siente culpable por estar ansioso ya que cree que “no debería” estarlo. Teme que si se permite sentirse ansioso, su ansiedad irá a más hasta perder el control, y que nunca se recuperará (piensan algo así como: “no debería estar ansioso, y como lo estoy, es terrible, no puedo soportarlo y soy un inepto por ello”).
- Excusas y racionalizaciones

Su situación es egodistónica y, generalmente, saben qué tienen que hacer para mejorar sus vidas. Pero el coste inmediato, en emociones negativas, les parece demasiado alto. Por tanto, se buscan numerosas excusas, como: “no me va a gustar”, ”lo haré más adelante”, “esta gente es demasiado superficial”, etc. En el fondo, no se cree capaz de alcanzar sus metas.
- La fantasía de la realización de deseos

Fantasean sobre su futuro. Piensan en que algún día caerá del cielo la relación perfecta o el empleo inmejorable. Tendencia continua a la procrastinación o hábito de postergar.
- Deseo de aceptación

En contraposición a su hipersensibilidad al rechazo, desean intensamente ser aceptados y tener relaciones interpersonales. De ahí el conflicto que suele existir entre estos dos rasgos: sentir pavor ante la eventualidad de un menosprecio y al mismo tiempo, ansiar aprobación y estima. Este dilema es nocivo para la armonía y el desarrollo de la personalidad, ya que la extrema sensibilidad a la relación interpersonal lleva a la persona al aislamiento social y a sentir continuamente la falta de amistades íntimas que satisfagan sus necesidades de afecto y comunicación personal.
(Contiene material extraído de:)

### Pensamientos disfuncionales
En el manual de terapia cognitiva de los trastornos de personalidad (1990), Aaron T. Beck, Arthur Freeman y sus colaboradores muestran una lista de creencias disfuncionales típicas asociadas con cada trastorno específico de la personalidad. Las creencias y actitudes racionalizan y refuerzan las imágenes idealizadas y los apegos compulsivos y aversiones. Son analogías de los "debería" y "demandas neuróticas" de Karen Horney. Creencias tales como:
- "Yo soy socialmente inepto e indeseable en situaciones laborales o sociales".
- "Exponerme socialmente siendo inferior o incompetente es intolerable"
- "Los demás son potencialmente críticos, indiferentes, degradantes o rechazadores".
- "No puedo tolerar sentimientos desagradables".
- "Si la gente se acerca a mí, va a descubrir mi 'verdadero' yo y me rechazará".
- "Debo evitar situaciones desagradables a toda costa".
- "Si yo siento o pienso algo desagradable, yo debo tratar de eliminarlo o distraerme, por ejemplo, pensar en otra cosa, tomar una copa, tomar un medicamento, o ver la televisión".
- "Yo debo evitar situaciones en las que pueda ser el centro de atención, o tendría que procurar ser tan discreto como me sea posible"
- "Los sentimientos desagradables se intensifican y escapan de mi control"
- "Si otros me critican, deben tener razón".
- "Es mejor no hacer nada, que intentar algo y fallar".
- "Mientras no piense en ningún problema, no tengo que hacer nada al respecto".
- "Mientras no haga caso a los problemas, éstos desaparecerán con el tiempo".
- "Cualquier señal o signo de tensión en una relación indica que la relación va mal, por lo tanto, yo debería cortarla".

### Creencias, amenazas, defensas y patrones de conducta
Margarita Ortiz-Tallo expone una síntesis de las creencias, miedos, defensas, estrategias, afectos y patrones de conducta de un afectado:
- Concepción de sí mismo: socialmente inadecuado, incompetente y vulnerable al desprestigio y rechazo.
- Concepción de los demás: potencialmente críticos y despectivos.
- Creencias:

1. Nucleares: "no soy bueno", "soy indigno", "no merezco ser amado", "no tolero sentimientos desagradables".
2. Condicionales: "si los demás descubrieran como soy en realidad, me rechazarán y eso será horrible", "si emprendo algo nuevo y no tengo éxito, será un espanto".
3. Instrumentales: "lo mejor es mantenerse libre de compromisos arriesgados", "si tengo sentimientos de desagrado, debo tratar de suprimirlos enseguida".

- Amenaza: ser descubierto como un fraude, con poco atractivo personal, ser humillado o rechazado.
- Estrategia principal: evitación de las situaciones en las que pueda ser sometido a cualquier tipo de evaluación; evitación cognitiva de pensamientos ansiógenos desagradables.
- Afecto: disforia; combinación de tristeza y ansiedad; tristeza por la ausencia de placeres o refuerzos que les gustaría obtener de relaciones personales o laborales; ansiedad ante el temor de tener que exponerse ante situaciones profesionales o sociales.
- Patrones de conducta:

1. Hiperdesarrollados: vulnerabilidad social, evitación, inhibición.
2. Infradesarrollados: autoafirmación, gregarismo.[8]

## Modelo hipotético de los cinco factores
Se describe sucintamente la perspectiva dimensional del TPE en términos del Modelo de los Cinco Factores de Mc.Rae y Costa (1992), que presenta al trastorno en un perfil hipotético:
1. alto neuroticismo: afectos crónicos negativos, que incluyen ansiedad, temores, tensión, irritabilidad, angustia, desesperanza, vergüenza; dificultad en la inhibición de impulsos; creencias irracionales; expectativas irreales, etc.
2. baja extraversión: aislamiento social, separación interpersonal, ausencia de red de soporte, afecto aplanado, falta de alegría por la vida, rechazo a asumir roles de liderazgo aún estando cualificado, inhibición social y vergüenza. Los síndromes más comúnmente asociados con TPE son la agorafobia, fobia social, fobia social generalizada, ansiedad generalizada (TAG), trastorno obsesivo-compulsivo (TOC), distimia, trastorno depresivo mayor, hipocondriasis, trastorno conversivo, trastorno disociativo y esquizofrenia.
3. alta apertura a la experiencia: preocupación con fantasías y ensueños diurnos; ausencia de practicidad; pensamiento excéntrico; identidad difusa y objetivos cambiantes; susceptibilidad a las pesadillas o estados alterados de conciencia; rebelión social y disconformidad que puede interferir con su progreso social, laboral o vocacional.
4. cordialidad: credibilidad indiscriminada de los otros, excesivo candor o generosidad en detrimento de su interés propio, poca habilidad para enfrentar a otros y pelear; ingenuidad, se toman ventajas de él fácilmente.
5. escrupulosidad: sobreexigencias, perfeccionismo, adicción al trabajo con exclusión de la familia, lo social o los intereses personales, compulsividad que incluye excesiva prolijidad, limpieza y atención al detalle; autodisciplina rígida e inhabilidad para el relax y la espontaneidad; excesivamente escrupuloso en el comportamiento (rasgos de personalidad obsesiva).[3]

## Personalidad con tendencia a la evitación frente a trastorno de personalidad por evitación
Se debe destacar que tienen tendencia a la evitación muchas más personas de las que tienen un trastorno de personalidad por evitación. La diferencia radica en el grado de gravedad en que está afectado el funcionamiento de un individuo en su vida diaria. La evitación se puede considerar un continuum que va de lo sano a lo patológico. La personalidad con tendencia a la evitación está en el extremo sano, en tanto que el trastorno de personalidad por evitación está en el extremo patológico.

### Características de la personalidad con tendencia a la evitación
1. Se sienten cómodos con el hábito y la rutina.
2. Prefieren lo conocido a lo desconocido.
3. Relación estrecha con la familia o unos pocos amigos íntimos que eligen cuidadosamente; tienden a ser caseros. Sus pocas amistades son duraderas y sólidas.
4. Sensibles y preocupados por lo que los demás piensan de ellos. Tienden a ser autoconscientes y temerosos.
5. Muy discretos y precavidos en el trato con los demás.
6. Tienden a mantenerse reservados, con una actitud de autocontención ante los demás.
7. Tienden a ser observadores, curiosos y dedican mucho tiempo a los hobbies y aficiones.

### Características del trastorno de personalidad por evitación
1. Exageran las dificultades potenciales, los peligros físicos o riesgos involucrados en hacer algo trivial pero ajeno a sus rutinas habituales.
2. O no tienen amigos íntimos o solo tienen un par de amistades muy significativas para ambos, aparte de los familiares de primer grado; evitan las actividades que implican un contacto interpersonal significativo.
3. Incapaces de involucrarse en relaciones personales a menos que estén seguros de que serán aceptados; muy reactivos a la crítica o la desaprobación.
4. Miedo a quedar en evidencia por sonrojarse, gritar o mostrar signos de ansiedad ante otras personas.
5. Retraído en situaciones sociales por miedo a decir algo inadecuado o estúpido, o por ser incapaz de contestar a una pregunta.
6. Poco constantes; les resulta difícil centrarse en tareas laborales o aficiones.

## Causas
La causa del trastorno de personalidad por evitación no está definida claramente; pueden influir en ella una combinación de factores sociales, genéticos y biológicos. El trastorno puede estar relacionado con factores temperamentales heredados. Más específicamente, varios trastornos de ansiedad en la infancia y la adolescencia se han asociado con un temperamento caracterizado por la inhibición (timidez, miedo, desconfianza, apocamiento).

### Rechazo
Muchas personas diagnosticadas con trastornos de la personalidad por evitación han padecido experiencias traumáticas tempranas de rechazo por parte de los progenitores. La necesidad de convivir con progenitores que los rechazan hace que estas personas sientan 'hambre' de relaciones, pero su añoranza desemboca gradualmente en la creación de un caparazón defensivo contra la crítica continuada de los progenitores.
También se ha asociado, como un factor desencadenante o agravante, haber sufrido experiencias traumáticas en la infancia o adolescencia con sus iguales, como episodios de bullying, maltrato psicológico o rechazo social.

## Diagnóstico

### Criterios diagnósticos según el DSM-5
El DSM-5 caracteriza el TPE como un patrón dominante de inhibición social, sentimientos de incompetencia e hipersensibilidad a la evaluación negativa, que comienza en las primeras etapas de la edad adulta y está presente en diversos contextos, y que se manifiesta por cuatro (o más) de los siguientes hechos:
1. Evita las actividades laborales que implican un contacto interpersonal significativo por miedo a la crítica, la desaprobación o el rechazo.
2. Se muestra poco dispuesto a establecer relación con los demás, a no ser que esté seguro de ser apreciado.
3. Se muestra retraído en las relaciones estrechas porque teme que lo avergüencen o ridiculicen.
4. Le preocupa ser criticado o rechazado en situaciones sociales.
5. Se muestra inhibido en nuevas situaciones interpersonales debido al sentimiento de falta de adaptación.
6. Se ve a sí mismo como socialmente inepto, con poco atractivo personal o inferior a los demás.
7. Se muestra extremadamente reacio a asumir riesgos personales o a implicarse en nuevas actividades porque le pueden resultar embarazosas.[1]

### Modelo alternativo del DSM-5
El DSM-5 introduce un nuevo enfoque con el objetivo de solventar las deficiencias de la perspectiva actual de los trastornos de personalidad, y resalta dificultades en el funcionamiento y rasgos de personalidad patológicos. Las dificultades características del TPE se hacen evidentes en la identidad, la autodirección, la empatía o la intimidad. 
Para diagnosticar el trastorno de personalidad por evitación, los siguientes criterios diagnósticos propuestos deben cumplirse:
A. Deterioro moderado o grave en el funcionamiento de la personalidad, manifestado en dos o más de las cuatro áreas siguientes:
1. Identidad: baja autoestima asociado a la autoevaluación de verse como socialmente inepto, personalmente poco atractivo, o inferior, con sentimientos de vergüenza excesiva e inadecuación.
2. Autodirección: estándares poco realistas de comportamiento asociados con la renuncia a perseguir sus objetivos, asumir riesgos personales, o participar en nuevas actividades que implican el contacto interpersonal.
3. Empatía: preocupación y sensibilidad a la crítica o el rechazo, asociado a la inferencia distorsionada de las perspectivas de otros como algo negativo.
4. Intimidad: reticencia a involucrarse con las personas, salvo que esté seguro que es aceptado; baja reciprocidad en las relaciones íntimas debido al temor de ser avergonzado o ridiculizado.

B. Tres o más de los siguientes cuatro rasgos patológicos de la personalidad, uno de los cuales debe ser ansiedad:
1. Ansiedad (un aspecto de la afectividad negativa): intensos sentimientos de nerviosismo, tensión o pánico, como reacción a las situaciones sociales; se preocupan por los efectos negativos de las experiencias desagradables del pasado y las posibilidades futuras negativas; sentimiento de miedo, aprensión o amenaza ante la incertidumbre; temor a la vergüenza.
2. Distanciamiento (un aspecto del desapego): reticencia a participar en situaciones sociales, de tal manera que se evitan los contactos y actividades sociales; la falta de apertura para el contacto social.
3. Anhedonia (un aspecto del desapego): falta de disfrute, de participación o de energía para las experiencias vitales; déficit en la capacidad de sentir placer o de interesarse por las cosas.
4. Evitación de la intimidad (un aspecto del desapego): evita las relaciones interpersonales íntimas o románticas, el apego interpersonal, y las relaciones sexuales íntimas.[1]

### Criterios diagnósticos según elCIE-10
F60.6 Trastorno ansioso (con conducta de evitación) de la personalidad
Se trata de un trastorno de la personalidad caracterizado por:
- a) Sentimientos constantes y profundos de tensión emocional y temor.
- b) Preocupación por ser un fracasado, sin atractivo personal o por ser inferior a los demás.
- c) Preocupación excesiva por ser criticado o rechazado en sociedad.
- d) Resistencia a entablar relaciones personales si no es con la seguridad de ser aceptado.
- e) Restricción del estilo de vida debido a la necesidad de tener una seguridad física.
- f) Evitación de actividades sociales o laborales que impliquen contactos personales íntimos, por el miedo a la crítica, reprobación o rechazo.

Puede presentarse también una hipersensibilidad al rechazo y a la crítica.

### Subtipos

#### Millon
Theodore Millon ha propuesto 4 subtipos de personalidad relacionados con el TPE sobre la base de los diagnósticos oficiales:
| Subtipo y descripción                                              | Rasgos de personalidad |
| ------------------------------------------------------------------ | --- |
| evitativos fóbicos (incluyendo características dependientes)       | generalmente aprensivos, anticipan y evitan todo aquello que temen; escrupulosidad, y nerviosismo simbolizado por circunstancias o hechos repugnantes y horribles.                                                              |
| evitativos en conflicto (incluyendo características negativistas)  | sentimientos ambivalentes hacia sí mismos y los demás; discordia y oposición interna; temor a la dependencia y la independencia; dubitativos, inestables, confusos; atormentados, amargados, incapaces de resolver su angustia. |
| evitativos hipersensitivos (incluyendo características paranoides) | suspicaces, cautelosos, alternativamente sometidos por el pánico, aterrorizados, nerviosos, timoratos, petulantes, quisquillosos.                                                                                               |
| evitativos auto-desertores (incluyendo características depresivas) | autoconsciencia fragmentada; reprimen imágenes y recuerdos dolorosos; desechan pensamientos e impulsos insoportables; finalmente reniegan de sí mismos (suicidas).                                                              |

#### Otros
En 1993, Alden y Capreol propusieron otros dos subtipos de TPE:
| Subtipos                             | Características |
| ------------------------------------ | --- |
| Evitativos fríos                     | Caracterizados por una incapacidad para experimentar y expresar emociones positivas hacia los demás.               |
| Evitativos explotables (utilizables) | Caracterizados por una incapacidad para expresar enfado hacia otras personas o resistir la coacción de las mismas. |

Otros teóricos han propuesto un trastorno de la personalidad mixta, que combina el TPE con características del trastorno límite de la personalidad, llamada "personalidad mixta evitativa-límite" (DPAV/DBP).

### Diagnóstico diferencial
La investigación sugiere que las personas con trastorno de personalidad por evitación, al igual que los enfermos crónicos del trastorno de ansiedad social (también conocido como fobia social), excesivamente intentan controlar sus propias reacciones internas cuando están involucrados en medio de una interacción social.
Sin embargo, a diferencia de los fóbicos sociales, que son conscientes de la irracionalidad de su fobia, pero incapaces de controlarla, las personas con trastorno de personalidad por evitación no son conscientes o rechazan la idea de que sus temores son excesivos y creen con plena convicción que son personas inadecuadas, incompetentes, indignos de ser aceptados o amados, e incapaces de agradar.
La extrema tensión creada por este monitoreo continuo de sí mismos y los demás, puede explicar el discurso vacilante y taciturno que presentan muchas personas afectadas por el trastorno de personalidad por evitación; esta vigilancia permanente de ellos mismos y los otros dificulta la producción de un discurso fluido y coherente.
Existe cierta coexistencia de TPE con otros trastornos, especialmente con los trastornos de ansiedad, aunque las estimaciones de comorbilidad varían ampliamente debido a las diferencias (entre otros), de los instrumentos de diagnóstico utilizados. Las investigaciones sugieren que aproximadamente entre el 10-50 % de las personas que tienen trastorno de pánico con agorafobia cumplen el diagnóstico para el TPE, así como el 20-40% de las que tienen fobia social.
Algunos estudios reportan tasas de prevalencia de hasta un 45 % entre las personas con trastorno de ansiedad generalizada y hasta el 56 % de las personas con trastorno obsesivo-compulsivo. También hay un solapamiento significativo entre el trastorno de personalidad por evitación y trastornos del espectro autista.
El trastorno de la personalidad por evitación se ha relacionado también con el Narcisismo
Siguiendo a Hugo Bleichmar, no podemos pasar por alto la frecuente asociación que aparece en el trastorno de la personalidad por evitación (TPE) y el trastorno narcisista de la personalidad.  Desde hace años es conocido como determinados defensas psicológicas que aparecen ante el sentimiento de vergüenza, pueden ocasionar un trastorno narcisista de la personalidad. 
La vergüenza es la angustia narcisista por excelencia. Es el sentimiento del “otro” observando a la persona en un estado de inferioridad, que hace que ésta se sienta menospreciada, humillada o fallida. 
El aparato psíquico responde ante esta angustia narcisista (la vergüenza) con mecanismos de defensa intrapsíquicos clásicos que buscan excluir el dolor de la conciencia (negación, represión, proyección, etc.) y con actitudes megalomaníacas, ideación de grandiosidad o de omnipotencia. Pero, también puede recurrir a otro tipo de defensas psíquicas, como la agresividad o rabia narcisista, experiencias de satisfacción sustitutivas, masoquismo o sadismo narcisista y la que para Bleichmar es el mecanismo de defensa más utilizado, sobre todo en el trastorno narcisista de tipo vulnerable: la evitación y la retracción social, como una forma de evitar potenciales situaciones de vergüenza. 
Es importante realizar un diagnóstico diferencial entre la fobia social y el trastorno de la personalidad por evitación (TPE), que aparece como defensa en el narcisismo  y muy especialmente en el tipo vulnerable o narcisismo de piel fina. 

### Correlación con la personalidad por dependencia
El trastorno por evitación se diagnostica a menudo junto con el trastorno de la personalidad por dependencia, ya que los sujetos con trastorno de la personalidad por evitación suelen acabar muy ligados y dependiendo de las personas de quienes son amigos. Ambos trastornos están caracterizados por sentimientos de inferioridad, carencia de autoestima, y la necesidad de reafirmación o aprobación. La diferencia está, en que en el trastorno por evitación, son tan sensibles a la humillación, que se aíslan hasta estar seguros de ser aceptados. En el trastorno por dependencia, los sujetos buscan, más bien, mantener los contactos con aquellas personas más importantes para ellos; y no se caracterizan tanto por la evitación.

### Polémica sobre su relación con la fobia social
En el DSM-5 se sigue manteniendo el TPE como entidad nosológica independiente. Las diferencias en la definición de TPE en relación con la de fobia social son casi mínimas. El trastorno de personalidad por evitación y su relación con la fobia social es un concepto que todavía crea polémica en la Comunidad científica. Algunos autores sugieren que son trastornos cualitativamente diferentes, mientras que otros afirman y defienden que las diferencias son cuantitativas y que la fobia social estaría en el punto central de un largo continuo de miedos sociales, en el que en un extremo estaría el TPE y en el otro la timidez normal. Los diferentes estudios muestran una concurrencia de ambos trastornos entre el 22 y el 84% de las personas tratadas. En cualquier caso, el programa de tratamiento estandarizado para fobia social también sería eficaz para el TPE.
En una encuesta nacional de salud mental en Estados Unidos, realizada en 2009, para comprobar la relación entre fobia social generalizada (FSG) del eje I y trastorno de personalidad por evitación (TPE), eje II, ambos trastornos mostraron un alto grado de coincidencias (16-57%), en función del número de situaciones sociales temidas. En general, los resultados sugieren que el TPE y FSG parecen estar altamente relacionados, pero con constructos potencialmente separables. En comparación a los individuos con únicamente FSG, los individuos con FSG y TPE comórbido mostraron una salud mental significativamente peor relacionada con la calidad de vida, con mayores temores, y una mayor probabilidad de tener otros trastornos psiquiátricos tales como la depresión mayor.
En otro estudio realizado en 1992, se intentó validar la distinción entre la fobia social generalizada y el trastorno de personalidad por evitación, comparando nivel de ansiedad, habilidades sociales, cogniciones disfuncionales, deterioro en el funcionamiento, y la presencia de trastornos concurrentes entre ambos trastornos. Los resultados mostraron una alta comorbilidad de los 2 diagnósticos. Todos los sujetos que cumplieron los criterios de TPE también cumplían con los criterios para FSG. TPE se asoció con mayor ansiedad social, mayor deterioro en el funcionamiento, y comorbilidad con otras psicopatologías, pero no hubo diferencias respecto a las habilidades sociales o la realización de un discurso improvisado.

## Tratamiento
Se pueden emplear distintas modalidades psicoterapéuticas, tales como entrenamiento en habilidades sociales, terapia cognitiva, exposición gradual para aumentar gradualmente el contacto social, terapia de grupo para la práctica de habilidades sociales, y, a veces, terapia farmacológica, sobre todo aquellos psicofármacos que también son eficaces para la fobia social. Ha habido estudios aislados sin grupos de control que sugieren que puede ser "posiblemente eficaz" terapias tales como la cognitivo-conductual junto con desensibilización sistemática, ensayo conductual reforzado diferencialmente y modificación de la autoimagen; terapia racional-emotiva y terapia psicodinámica breve de apoyo y expresiva.
Una cuestión clave en el abordaje de estos pacientes es lograr establecer confianza hacia el terapeuta (rapport), ya que las personas con trastorno de personalidad por evitación pueden evitar las sesiones de tratamiento por desconfianza o miedo al rechazo. El objetivo principal es el entrenamiento en habilidades sociales, para empezar así a desafiar sus creencias disfuncionales sobre sí mismos y los demás.
No está demostrado que el entrenamiento en habilidades sociales y la exposición gradual modifiquen las conductas definitorias del trastorno, pero sí mejoran el funcionamiento social. Algunos estudios ponen en duda las modificaciones obtenidas en las conductas sintomáticas propias del trastorno y su mantenimiento a largo plazo. Sus férreos esquemas afectivos, mentales y conductuales suponen que los patrones de evitación por lo general no cambien dramáticamente.

## Prevalencia
Según el DSM-IV-TR, el trastorno de personalidad por evitación se produce en aproximadamente el 0,5% al 1% de la población en general. Sin embargo, los datos de la encuesta "2001-02 National Epidemiologic Survery on Alcohol and Related Conditions" indican una tasa de prevalencia del trastorno del 2,36% en la población general estadounidense y en el 10% de los pacientes psiquiátricos ambulatorios.